# Tambo (arquitectura)

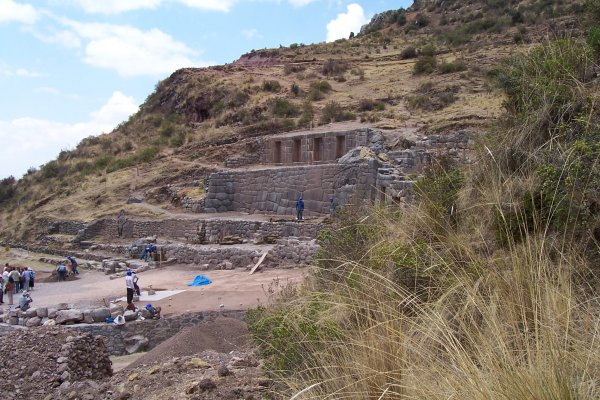
Tipo de construcción con contención.

En el Imperio inca un  tambo (del quechua tanpu, que significa alojamiento temporal) era un recinto situado al lado de un camino importante usado por personal estatal itinerante como albergue y como centro de acopio para fines administrativos y militares. Su importancia está en que los tambos son las edificaciones de mayor presencia a lo largo del Imperio inca. El camino del Inca (Qhapaq Ñan) tenía tambos distantes 20 o 30 km (una jornada de camino a pie) entre sí. Su principal función era la de albergar a los chasquis (emisarios) y a los funcionarios incas que transitaban estos caminos. No se tiene información si albergaban a viajeros comunes y corrientes. Personas de las comunidades cercanas eran reclutadas para servir en los tambos como parte del sistema de trabajo denominado mita.
Además de servir de refugio, se sabe que los tambos eran centros de acopio de alimentos, lana, leña u otros materiales básicos para la alimentación. De este modo, en épocas de penurias climáticas o desastres naturales los tambos alimentaban y proveían de algunos materiales para la población de las aldeas más cercanas. Como la agricultura era la principal fuente de alimentación de los habitantes del Imperio inca, la administración estableció estos lugares como una bodega donde se podía guardar alimento en caso de emergencia, asegurando así el abastecimiento de la población.

## Características y funciones
Los incas construyeron muchos tambos cuando comenzaron a ampliar el Qhapaq Ñan durante el reinado de Túpac Yupanqui de 1471 a 1493. Los investigadores estiman que hubo 2000 o más tambos. Dada esta cantidad, la gran variedad de tamaños y funciones de los tambos es difícil de describir completamente. Como mínimo, los tambos tenían alojamiento, instalaciones para cocinar y silos de almacenamiento llamados collcas (qullqas). Más allá de esto, existe una considerable cantidad de variación entre diferentes tambos. Algunos tambos eran poco más que simples posadas, mientras que otros eran esencialmente ciudades que proporcionaban alojamiento temporal para los viajeros. Además, no hay marcadores claros que distingan grandes tambos de poblaciones o de centros administrativos pequeños. La arquitectura y la evidencia documental sugieren que los tamaños funcionales de los asentamientos probablemente correspondían a su capacidad para albergar a una población.

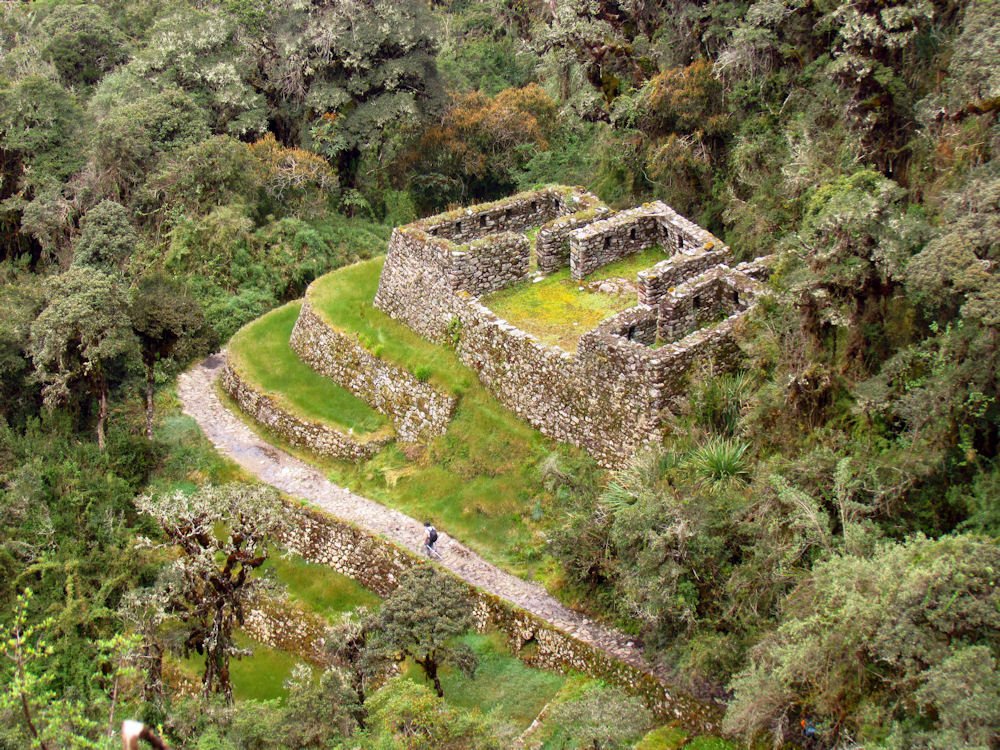
Conchamarca tambo en el Camino Inca a Machu Picchu.

Las funciones de los tambos dependían de su tamaño y de las instalaciones que contenían. Cada tambo tenía la capacidad de albergar a varios funcionarios estatales. Por ejemplo, los tambos más pequeños sirvieron como estaciones de relevo para los chasquis. Tambos más grandes también podrían proveer otras funciones. Por ejemplo, los tambos más grandes tenían almacenes más grandes que podían proporcionar suministros y algunos alojamientos para los ejércitos en movimiento. Esta función, sin embargo, no debe confundirse con la de las collcas, que eran solo almacenes de los que se reabastecían los ejércitos cuando pasaban. Los tambos más grandes y lujosos generalmente se usaban para alojar al inca viajante y a su séquito (típicamente esposas y funcionarios estatales).
Más allá de atender a varios tipos de viajeros, los tambos más grandes también contenían instalaciones donde diversos especialistas, como alfareros y tejedores, elaboraban sus productos. También podían servir como centros administrativos desde los cuales los señores locales supervisaban la región. Además, los tambos más grandes contenían espacios ceremoniales que servían como lugares para las prácticas religiosas. Adicionalmente, los historiadores también encontraron evidencia de actividad de caza, actividad minera y producción/explotación de coca en los sitios de algunos tambos.
Pedro Cieza de León hizo numerosas referencias a los tambos en sus Crónicas de Perú. En el siguiente pasaje, Cieza de León describió los usos generales de los tambos que aprendió de los pueblos nativos:

Y así había suministros adecuados para sus hombres, cada cuatro leguas había alojamientos y almacenes, y los representantes o mayordomos que vivían en la capital de las provincias se cuidaron mucho de ver que los nativos guardaban estas posadas o alojamientos bien suministrados. Y algunos de ellos no darían más que otros, y todos debían hacer su contribución, mantuvieron las cuentas por medio de un método de nudos, que llaman quipus, y de esta manera, una vez que las tropas habían pasado, podía comprobar y ver que no hubiera habido fraude.

## Espaciado y ubicación de los tambos

Camino del Inca.

El Imperio inca estuvo comunicado por muchos caminos principales y secundarios que unieron de manera eficaz los pueblos del antiguo Perú. El diseño de estos caminos (de más de 30 000 km) fue de gran calidad y profesionalismo, a pesar de las grandes dificultades geográficas (cordillera de los Andes). El Cuzco fue el centro de esta red vial y en él confluyeron la mayor parte de los caminos, pues la capital de los incas era para ellos el "ombligo del mundo" y todo debía partir y culminar en ella.
Muchos historiadores o eruditos afirman que los tambos generalmente se colocaban a un día caminando unos de otros. Sin embargo, como señala Hyslop, hay muchos factores, tanto individuales como externos, que pueden afectar la cantidad de tiempo que se puede caminar en un día, lo que hace que esta descripción sea problemática. En la práctica, las distancias entre tambos varían enormemente, desde menos de 10 km hasta casi 45 km. Muchos factores diferentes afectaron la colocación de estos tambos. En general, los incas trataban de construirlos cerca del agua y en un terreno favorable, mientras que trataban de evitar un terreno desfavorable (como marismas o pendientes pronunciadas). En algunos casos, los incas intentaban construir lejos de los centros de población local (por razones desconocidas), pero otras veces intentaban construir cerca de fuentes de mano de obra locales. Además, la ubicación de los tambos puede haber sido influenciada por la velocidad promedio de las caravanas de llamas, que se movían más lentamente que un individuo. Otro viajero importante que se movea más lentamente que un individuo típico era el Inca o soberano del imperio (Sapa Inka). Dado que el Sapa Inka viajaba con una gran procesión, el viaje era más lento que si viajara solo, lo que requeriría una colocación más cercana de los tambos.
El tambo descubierto más al sur es el tambo Pirque, ubicado en el borde del río Maipo con un antiguo puente colgante que unía las dos extremos del río. Fue descubierto, con la expansión de Santiago de Chile hacia el sur. 
Felipe Guamán Poma de Ayala escribió que existían cinco categorías de tambos: ciudad y mesón real, villa y tambo real, pueblo y tambo real, tambo real (o tambo del Inga), tambillo. También señaló que cada diez tambos había uno de mayor jerarquía. Los tres primeros son asentamientos con población residente, mientras que los dos últimos solo son de prestación de servicios al camino. En los tambillos solo había un recinto sin vituallas ni gente. Algunos sitios o complejos también podían cumplir con el papel de tambos al incluir instalaciones adecuadas para abastecer y ofrecer descanso a los transeúntes. 

## Arquitectura
Los restos de tambos se encuentran dispersos en el Perú moderno, noroeste de Argentina, Bolivia, Chile, Sur de Colombia y Ecuador. Los restos de los tambos muestran una gran variedad de estilos arquitectónicos. Aunque esta variación es difícil de capturar en detalle completo, se pueden definir algunas categorías aproximadas. Por ejemplo, algunos tambos fueron construidos antes de que existiera el Imperio inca, y los incas simplemente tomaron el control de ellos. La arquitectura de los tambos preincas se puede dividir en dos categorías básicas. Algunos tambos no se modificaron de ninguna manera y, por lo tanto, presentan un estilo arquitectónico que es claramente preinca. Sin embargo, algunos de estos sitios fueron renovados por los incas, por lo que algunos sitios preincas sí presentan alguna arquitectura inca.
Para los sitios construidos en el período inca, los estilos de arquitectura se pueden dividir en tres categorías básicas. Algunos tambos fueron definitivamente locales en su estilo arquitectónico. Esto sucedió típicamente en lugares donde la cultura local era fuerte y se le permitió continuar. Otros sitios tenían en su mayoría arquitectura inca, pero tenían al menos cierta influencia sutil de las tradiciones locales. Finalmente, algunos tambos solo contienen arquitectura de estilo inca. Debido a la fuerte influencia que la cultura local tiende a tener en estas estructuras, los tambos de estilo inca tienden a existir más en áreas aisladas que en áreas con grandes poblaciones.
La kancha fue una característica arquitectónica que se encuentra en muchos tambos en todo el Imperio inca. La kancha consiste en una gran estructura con paredes rectangulares, que alberga una serie de estructuras más pequeñas de una habitación en su interior. La decisión de construir estructuras más pequeñas en el interior parece estar relacionada con el ambiente frío y lluvioso de las tierras altas andinas. Hyslop señala que la kancha estaba presente en estructuras incas que iban desde el gran Coricancha en Cuzco hasta el tambo más pequeño y remoto a lo largo del sistema de carreteras incas. Por lo tanto, las kanchas no solo estaban presentes en los tambos, sino que estaban presentes en una variedad de edificios incas. Los historiadores piensan que las kanchas se usaban típicamente como instalaciones para vivir, lo que refleja el propósito de los tambos de alojar a personas o grupos que viajan.
La piedra era el material más importante para construir las estructuras de los incas, pero también tenía otro gran significado. La piedra fue muy importante en la historia de la creación de los incas. Dentro de la piedra vivía el espíritu o poder que tenía la capacidad de convertirse en humano o viceversa. Por esta razón los incas adoraban las piedras y apreciaban la sustancia actual en vez de lo que se podría construir con piedras. Por ejemplo, huacas o piedras sagradas aparecen en la historia de la creación. Cuando todos los hermanos de Manco Cápac se convirtieron en piedras, los restos eran considerados como huacas. Aya Auca, el tercer hermano de Capac fue renombrado Cuzco Huaca y fue él, el que cuidaba el campo de Cuzco. También, durante la guerra contra los enemigos de los incas, conocidos como "chanca", uno de los gobernadores más poderosos del imperio, Pachacútec, rezó a los dioses, y las piedras se transformaron en una fuerza de soldados y que derrotaron a los chanca.
Este respeto por la piedra y sus poderes dio lugar a su dominio y pericia con la albañilería. Usaban piedras de tamaños inusuales y las pegaban sin ninguna argamasa para hacer paredes. Las piedras estaban tan bien situadas que una hoja de papel no se podía poner entre estas. La superficie era tallada lisa y sin ángulos rectos para que parecieran que estaban vivas. Los tambos eran construidos aprovechando las abertura de las montañas, los cuales se contenían y edificaban con piedra y tenían techo para proteger de las inclemencias climáticas, debido a su ubicación generalmente alrededor de la cordillera de los Andes. 
Las dos técnicas más conocidas usadas para los tambos son:
- Rústico o pirka: hecho con piedras ásperas talladas y acomodadas sin mucho cuidado. Los espacios vacíos estaban llenos con piedras pequeñas y abundantes y barro. Este tipo se usó para la construcción de terrazas, almacenes y casas para la gente común, etc.
- Tipo de Enchased: hecho con piedras ígneas y piedras de mayor tamaño para contener la fuerza que ejerce la tierra del muro.

## Tambos y su función en el sistema de mensajería
El Imperio inca tenía unos 10 a 12 millones de habitantes en el siglo XV, ocupó gran parte andina de la costa occidental y para poder controlar todo el territorio, hicieron una red de caminos a los pies de los cerros para que los chasquis pudieran llevar noticias, mensajes, encomiendas, pescado y frutas a todas las poblaciones del Imperio inca. Esta red de caminos se llamaba Qhapaq ñan o Capac ñan en quechua que significa gran camino y también lo llamaban Inka ñan o camino inca. 
Cuando llegaron los conquistadores españoles ya había 16 km aproximadamente de caminos empedrados. Este sendero llegó hasta el valle del Mapocho y una parte es hoy la avenida Independencia en Santiago de Chile. La arteria principal es de 5200 km y la red secundaria penetraba por varios caminos transversales que incluso llegaban hasta las selvas y el Gran Chaco la cual llegaba hasta los 5 km de altura en la cordillera de los Andes.
Los incas, que se basaron en los mensajeros mochicas y chimúes (culturas del antiguo Perú surgida en la costa norte huari entre los años 1000 y 1200) para así crear a los chasquis que significa “el que recibe” o “dar, recibir algo”. 
Cada pueblo contaba con chasquis de entre 18 y 25 años, sirviendo los turnos diarios de 6 a 12 h en las postas que les eran asignadas. El peruano Luis Millones Santa Gadea, en su obra sobre los chasquis los describe con una túnica o camisa y con ojotas. Solo llevaban un sonoro caracol, un penacho de plumas blancas en la cabeza para ser visto de lejos y un bastón labrado. 
Había dos técnicas para llevar un mensaje. Una eran los quipus, una serie de cuerdas de colores y anudadas que servían para la administración. Recientemente algunos investigadores dicen que el color y la ubicación de los nudos pueden significar frases no solo cifras. La otra técnica era la palabra, donde el chasqui se pasaba el mensaje repitiéndolo varias veces, en voz alta cuando estaba llegando o corrían juntos un tramo hasta que el otro chasqui lo recordaba.

## Tambos después del colapso inca
Los estudiosos como Craig Morris señalan que, después del colapso del Imperio inca, las personas que vivían en el territorio del antiguo imperio dejaron de usar los tambos. A partir de esto, Morris sugiere que el sistema de los tambos era parte de un "urbanismo artificial" creado por el Imperio inca. Por lo tanto, los tambos habían sido menos útiles para las personas que vivían a lo largo del Imperio inca que para los incas mismos. Morris apoya este argumento con declaraciones de que los tambos se posicionaban con frecuencia para el contacto y los viajes interregionales, en lugar de estar ubicados cerca de grandes aldeas locales.
Aunque los indígenas andinos pueden haber dejado de usar tambos después de la caída del Imperio inca, los tambos no quedaron totalmente fuera de uso: los colonizadores españoles comenzaron a utilizar el sistema de tambos. A veces, los españoles utilizaban las estructuras originales de los tambos incas, pero también construían nuevas estructuras a lo largo de las carreteras. A veces los españoles construían un tambo nuevo a lo largo de una carretera que todavía tenía un tambo sobrante del Imperio inca. Los historiadores saben que los españoles extendieron el sistema de tambos más allá de lo que existía en todo el Imperio inca, aumentando la cantidad de territorios cubiertos. El uso por parte de los españoles para el avance de sus tropas y por la economía colonial hizo que los restos actuales de los tambos sean difíciles de distinguir si durante el Incanato eran solo tambos o eran tambos con funciones adicionales administrativas, religiosas o políticas. Esta distinción puede lograrse mediante excavaciones arqueológicas.